# Geuder von Heroldsberg

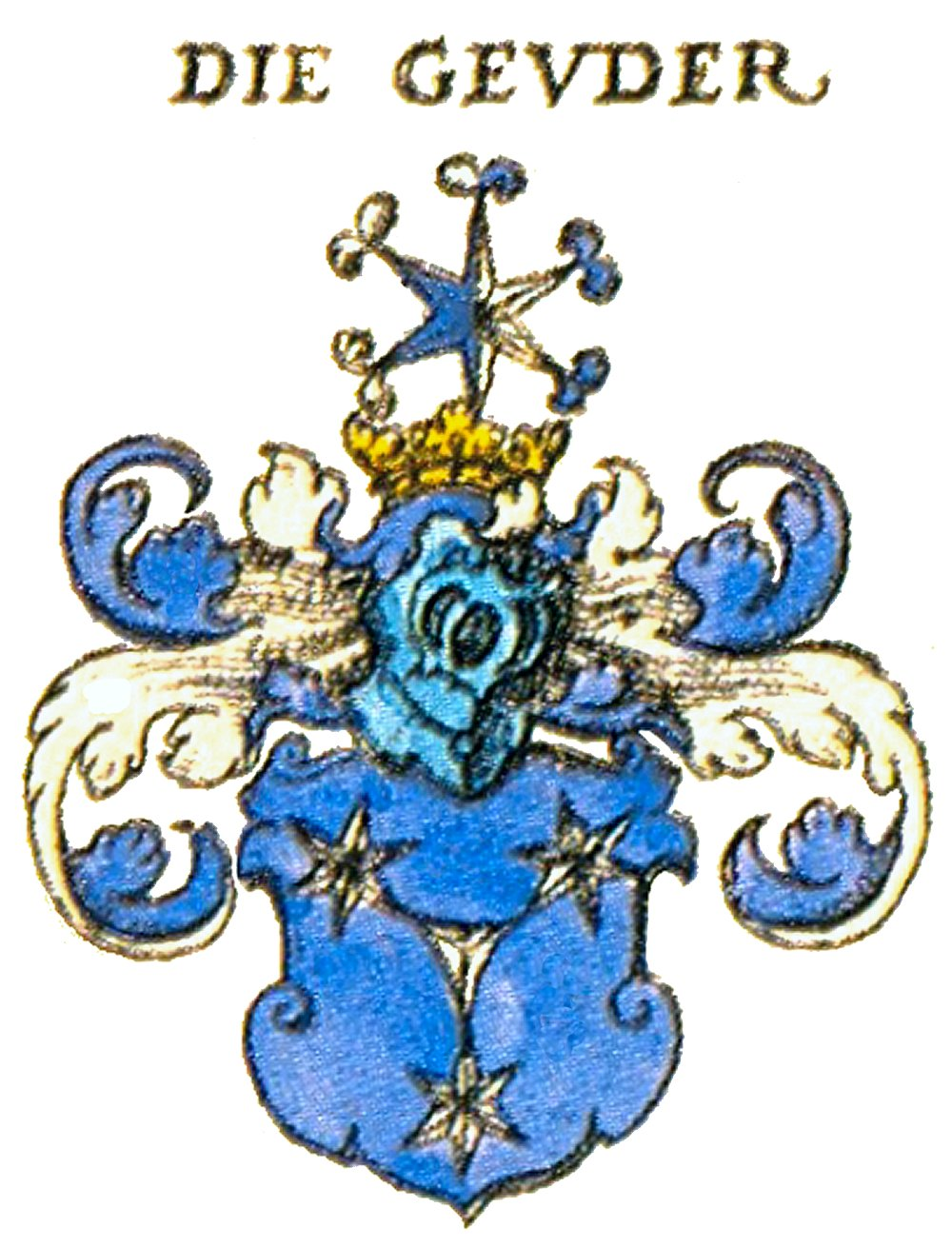
Das Wappen der Geuder

Die Geuder von Heroldsberg waren eine der ältesten  Patrizierfamilien der Reichsstadt Nürnberg, erstmals urkundlich erwähnt im Jahr 1253. Namensgebender Familiensitz war das zwischen 1387 und 1391 erworbene Reichslehen Heroldsberg. Die Geuder waren ab 1349, mit kurzen Unterbrechungen, bis zum Ende der reichsstädtischen Zeit im Jahre 1806 im „Inneren Rat“ vertreten und gehörten nach dem „Tanzstatut“ zu den zwanzig alten ratsfähigen Geschlechtern.

## Geschichte
Die Geuder kamen vermutlich aus Böhmen nach Franken und sollen sich zuerst in Kammerstein bei Schwabach niedergelassen haben. Später siedelten die Geuder nach Nürnberg über, wo sie seit 1303 nachweisbar sind. Sie erwarben das Nürnberger Bürgerrecht und zählten schnell zu den angesehensten Familien des Nürnberger Patriziats. Sie gehörten rund ein halbes Jahrtausend dem „Inneren Rat“ der freien Reichsstadt an und bekleideten dort zeitweise die einflussreichsten Ämter, wie das des Reichsschultheißen sowie das hohe Amt des vordersten Losungers. Ihren Reichtum mehrten die Geuder, unter anderem, durch den Fernhandel. Sie handelten im 14. Jahrhundert mit Gewürzen und Tuchen nach Köln. Im späten 14. Jahrhundert waren sie in Venedig und im frühen 15. Jahrhundert in Frankfurt am Main und Flandern anzutreffen. Um 1418 tätigten sie Finanzgeschäfte in Paris. Sie waren außerdem an Montanunternehmen beteiligt.

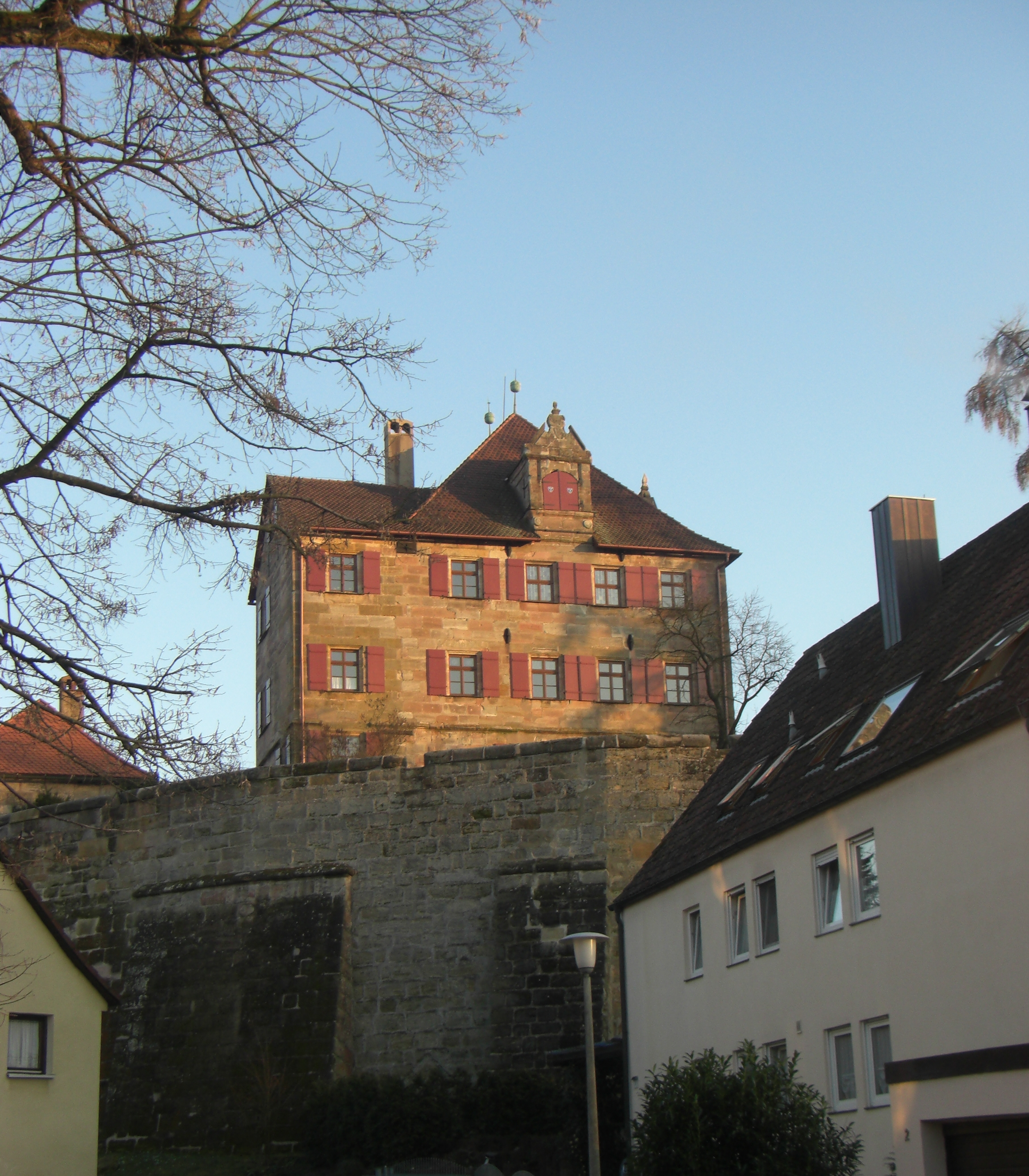
Das Rote Schloss in Heroldsberg

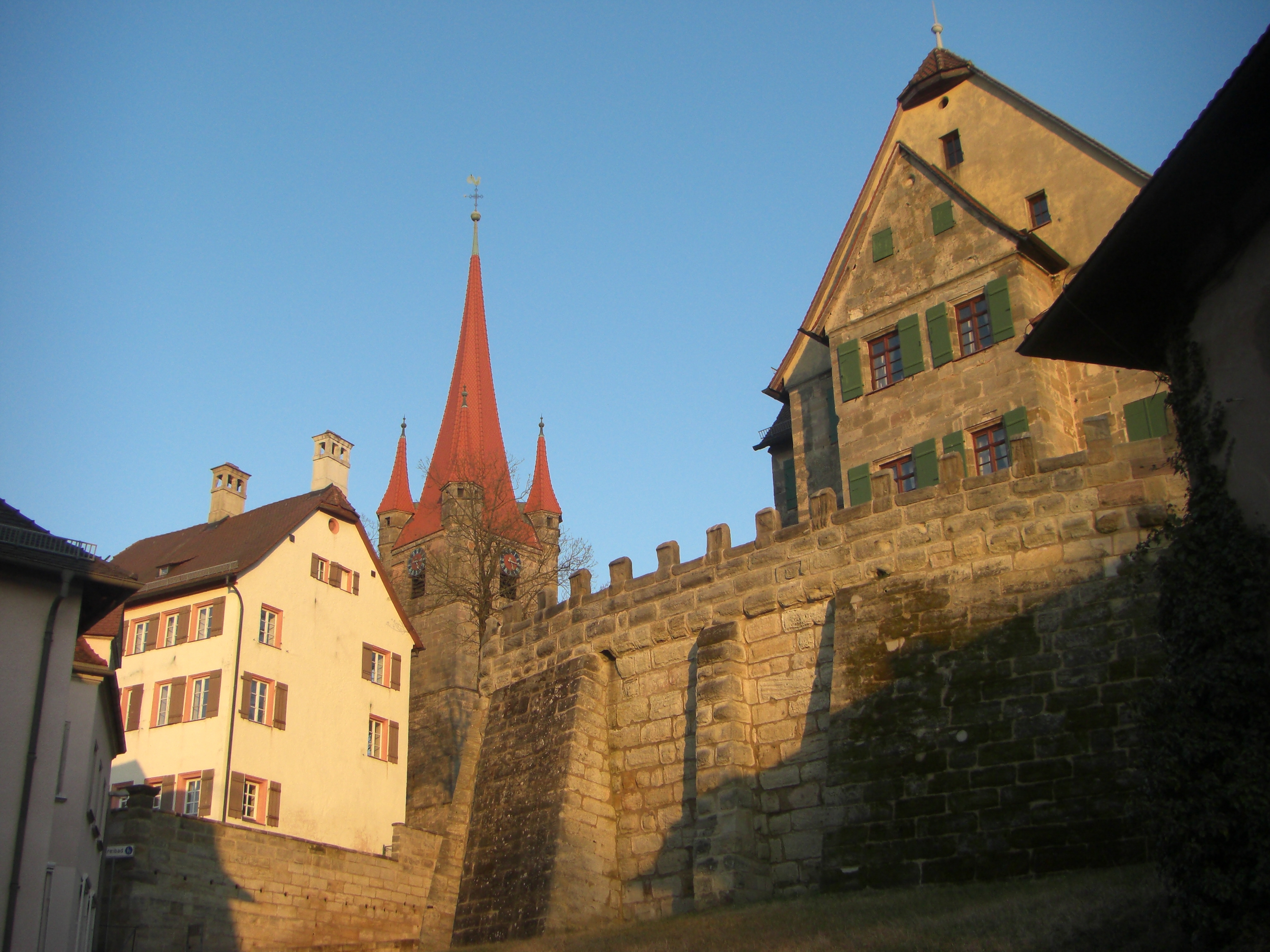
Weißes Schloss und Grünes Schloss Heroldsberg

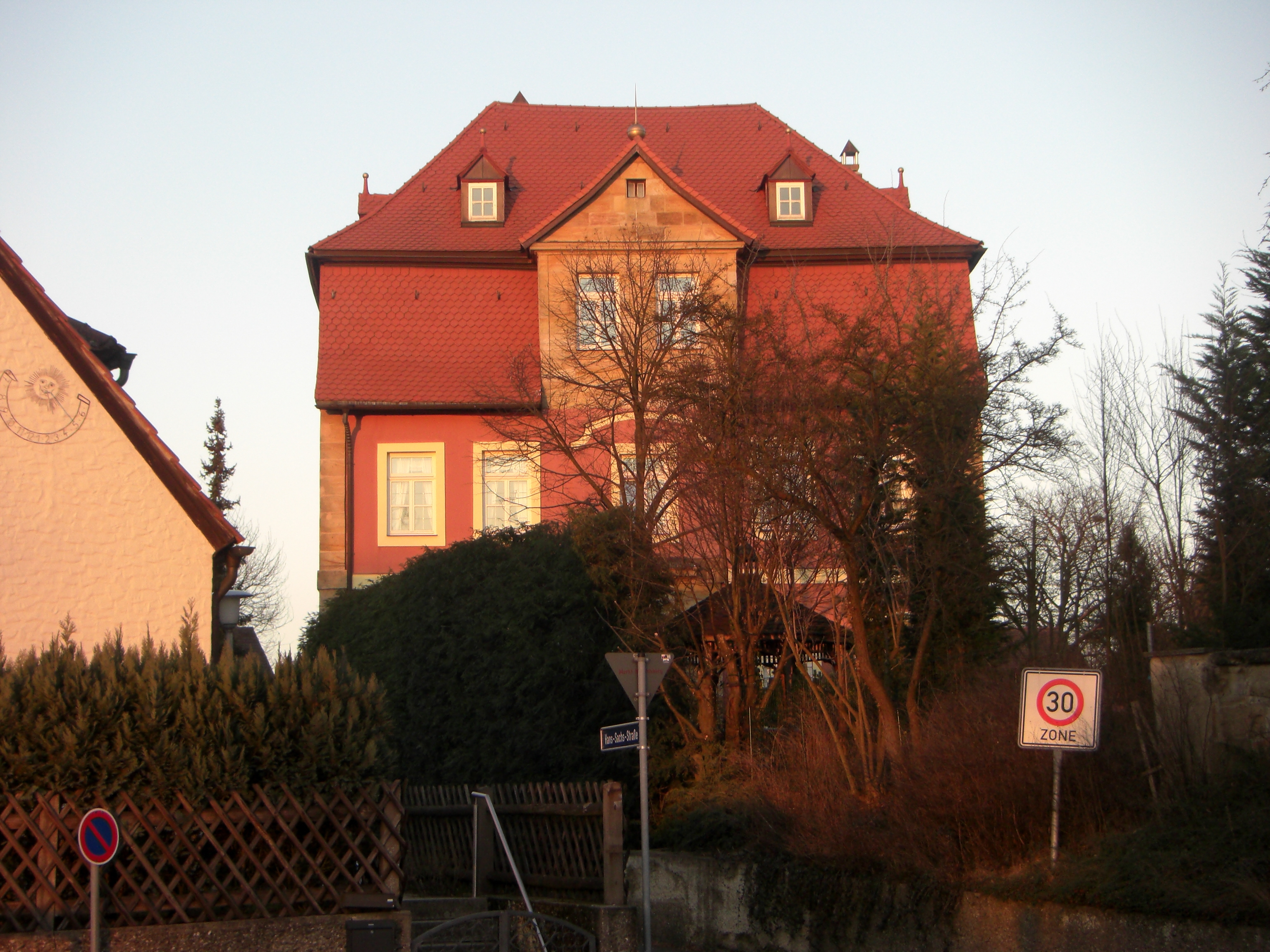
Gelbes Schloss in Heroldsberg

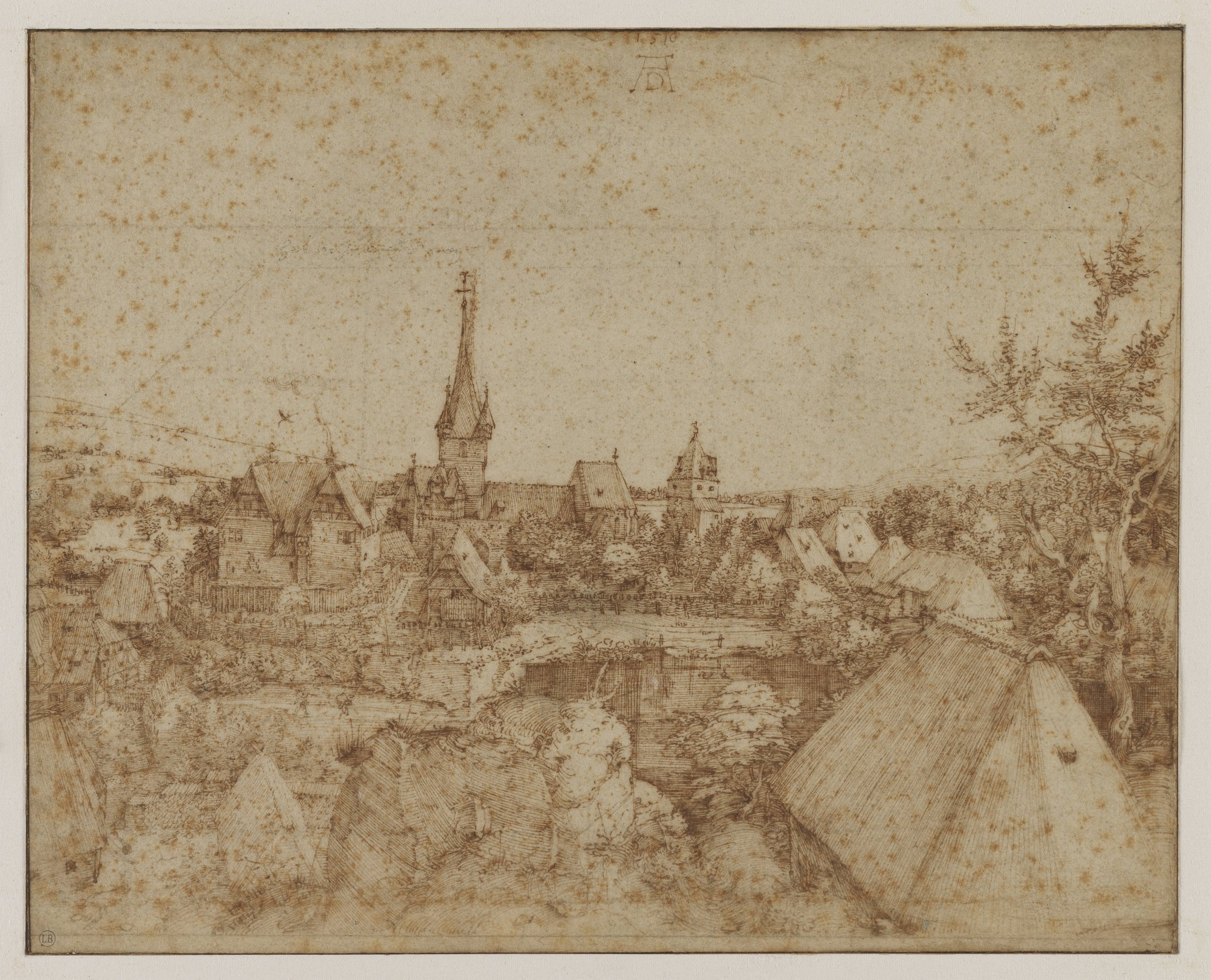
Albrecht Dürer: Heroldsberg, 1510 (vorn links das Rote Schloss)

1391 erwarben Konrad und Heinrich Geuder das Reichslehen Heroldsberg, wo Nachfahren der Familie bis heute ansässig sind. 1417 erwirkten die Geuder bei König Sigismund für sich ein Wappen, das heute das Wappen des Marktes Heroldsberg ist. 1471 verlieh Kaiser Friedrich III. den Geudern ein eigenes Wappen. In Heroldsberg erlangten die Geuder alle Befugnisse der Reichsritterschaft, zu denen die „Fraisch“, d. h. die hohe Gerichtsbarkeit  gehörte. Sie errichteten dort das Grüne Schloss an der Stelle der älteren Burg sowie 1471 das Weiße Schloss, 1489 das Rote Schloss und 1580 das Gelbe Schloss. Bauherr des Roten Schlosses war der Ratsherr und Reichsschultheiß Martin Geuder (1455–1532), ein Freund Albrecht Dürers, welcher bei einem Besuch in Heroldsberg 1510 die Zeichnung Das Kirchdorf anfertigte, die älteste bildliche Darstellung des Ortes, auf der im Vordergrund der Neubau zu sehen ist (siehe Abbildung unten). Durch geschickte Handels- und Heiratspolitik und nachfolgende Erbschaften erweiterten die Geuder ihren Grundbesitz. Sie erwarben zum Beispiel 1440 zunächst einen Besitzanteil an Neunhof bei Lauf und bereits 1445 den ganzen Ort sowie durch Heirat den Ort Emskirchen und 1501 den Ort Stein, der über 300 Jahre im Besitz der Familie blieb.
Sie waren seit dem 16. Jahrhundert erfolgreich auch als Beamte und Offiziere in Reichs- und Fürstendiensten. Im Mittelalter bekämpften sie „Ungläubige“ auf Kreuzzügen und zogen als Heerführer gegen Hussiten. In späteren Jahrhunderten kämpften sie als Offiziere in den Türkenkriegen. Sie standen in holländischen Diensten und dienten dem Schwedenkönig Gustav Adolf sowie Friedrich dem Großen. Zu allen Zeiten besetzten sie leitende Stellen des regierenden Rates ihrer Vaterstadt Nürnberg und waren in manchen Gesandtschaften der „Republik Nürnberg“ tätig, mit zunehmender Streuung der Familie auch als fürstliche Geheime Räte in Diensten von Brandenburg, Nassau, der Kurpfalz und Anhalts.
Gegen Ende des 16. Jahrhunderts hatten sich die bisherigen Handelsströme aus der Levante, über Italien und die Alpen in die süddeutschen Reichsstädte, nach dem Norden verlagert. Die Edelmetalle aus Amerika führten zu einer Geld- und Absatzkrise. Spanien, Frankreich und die Niederlande erklärten mehrfach den Staatsbankrott. Die Welser, bei denen die verwandten Geuder Kredite aufgenommen hatten, gerieten ebenfalls in Schwierigkeiten, ihre Augsburger Handelsgesellschaft war 1614 zahlungsunfähig, die Nürnberger Welser-Filiale schon 1610 verkauft worden. Die Geuder kamen seit Anfang des Dreißigjährigen Krieges 1618 zunehmend in finanzielle Schieflage. Als sie ebenfalls zahlungsunfähig waren, kam die Angelegenheit vor den Reichshofrat in Wien, wo sie jahrzehntelang anhängig war. Im sogenannten „Laufer Vergleich“ wurden im Jahr 1660 die Welser durch Besitz der Geuder für ihre ausstehenden Kredite entschädigt. Die Welser erhielten den gesamten Geuderschen Anteil in Neunhof bei Lauf, Beerbach, Tauchersreuth mit allen Rechten, die Güter der Geuder in Groß- und Kleingeschaidt, Simonshofen, Dehnberg, Pettensiedel und Letten sowie die Weiher in Simonshofen und Laipersdorf.
1612 gaben die Geuder ihr Nürnberger Bürgerrecht auf und teilten sich im 17. Jahrhundert in zwei Linien: Die Geuder-Rabensteiner (nach Namens- und Wappenvereinigung mit den 1643 erloschenen Rabensteiner zu Döhlau) auf dem Grünen Schloss in Heroldsberg wurden Mitglied der Reichsritterschaft im Fränkischen Ritterkreis und führten ein ergänztes Wappen. Die Nürnberger Linie nahm 1662 das Nürnberger Bürgerrecht wieder an und setzte die Tradition des Wirkens für die Reichsstadt Nürnberg als Ratsherren, vorderste Losunger und Reichsschultheißen, Verwahrer und Hüter der Reichskleinodien sowie Ritter De la Générosité fort.
Im Heiligen Römischen Reich waren die Geuder Reichsritter, im Nürnberger Patriziat trugen sie seit 1689 das Prädikat „Hochedelgeboren“. Mit dem Untergang des Alten Reiches verloren die Geuder nach und nach ihre reichsunmittelbare Ritterherrschaft und die Gerichtsbarkeit; 1810 mussten sie die Hochgerichtsbarkeit an das Königreich Bayern abgeben. Bis 1848 beschränkten sie sich auf die niedere Gerichtsbarkeit durch ein Patrimonialgericht II. Klasse. 1813 wurden die Geuder von Heroldsberg in der Klasse der Ritter dem bayerischen Adel immatrikuliert und 1822 in den Freiherrenstand erhoben.
Beide Linien der Geuder sind heute in Deutschland im Mannesstamm erloschen. Aus diesem Grunde hat das bayerische Staatsministerium des Innern 1964 Dr. Roland Brunel, Enkel einer Geuder von Heroldsberg, die Führung des Namens Brunel-Geuder (ohne von) genehmigt. In den Vereinigten Staaten leben noch Namensträger als Nachkommen des 1848 nach Amerika ausgewanderten Adolph Freiherr von Geuder von Heroldsberg.
Von den vier Geuder-Schlössern in Heroldsberg wurden 1928 das Weiße Schloss und 1957 das Gelbe Schloss verkauft; das Grüne oder Rabensteiner Schloss (Kirchenweg 8) wurde bis zu deren Aussterben 1963 von der Rabensteiner Linie bewohnt und 1977 verkauft; das Rote Schloss ist heute im Besitz der Geuder-Nachfahren Brunel-Geuder.

## Besitzungen
- seit 1487 das Rote Schloss in Heroldsberg (Oberer Markt)

## Ehemalige Besitzungen (Auszug)
Die Geuder hatten große Besitzungen in Nürnberg und dem Nürnberger Umland:

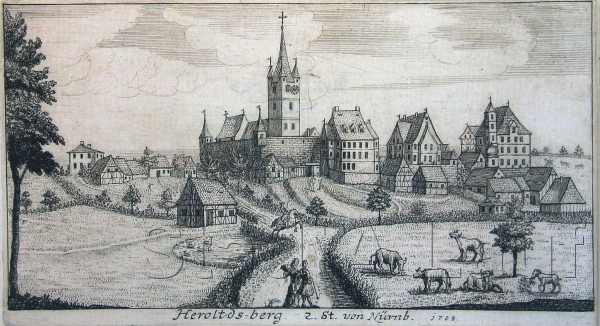
Heroldsberg 1708

- Heroldsberg 1708seit 1387 das Reichslehen Heroldsberg:
  - 1392–1977 das Grüne (oder Rabensteiner) Schloss in Heroldsberg (Kirchenweg 8)
  - 1471–1928 das Weiße Schloss in Heroldsberg (Kirchenweg 4)
  - 1489–heute das Rote Schloss in Heroldsberg (Oberer Markt)
  - 1580–1957 das Gelbe Schloss in Heroldsberg (Hans-Sachs-Straße 2)
- 1391–1661 Großgeschaidt und Kleingeschaidt (dort 1614 den Herrensitz erbaut)
- 1391–1580 das Herrenhaus Grolandscher oder Alter Sitz, Schwaiger Straße 18–26, Behringersdorf
- 1441–1661 Schlösser und die Grundherrschaft Neunhof (verkauft an die Welser, die sie bis heute besitzen)
  - 1570–1632 den Herrensitz Geuderschloss in Neunhof
- 1476–1634 den Herrensitz „Steinhaus“ (Fürther Straße 47–49) in Bruck (Erlangen) (1476 von Geuderschen Amtsleuten erbaut und später an Erbrechtler verliehen, zerstört im 30-jährigen Krieg um 1632/34)
  - ????–1801 den Amtssitz „Keltschenschloss“ (Fürther Straße 53) in Bruck, beide auf alten Heroldsberger Lehnshöfen
- 1501–1848 das Reichslehen Stein (1501–1717 Geudersitz Stein, 1922 für den Neubau von Fabrikgebäuden der Firma Faber-Castell abgebrochen)
- 1539–1566 den Herrensitz Heuchling (Lauf an der Pegnitz)
- 1572–1616 das Schloss und die Grundherrschaft Großgründlach (später: Hallerschloss)
- 1603–1658 das „Kleine Schlößchen“ (Tolstoistraße 5–9) in Fischbach (1938 abgebrochen)
- 1615–???? die Glashütte Herzogau
- 1720–1794 den Herrensitz Weiherhaus

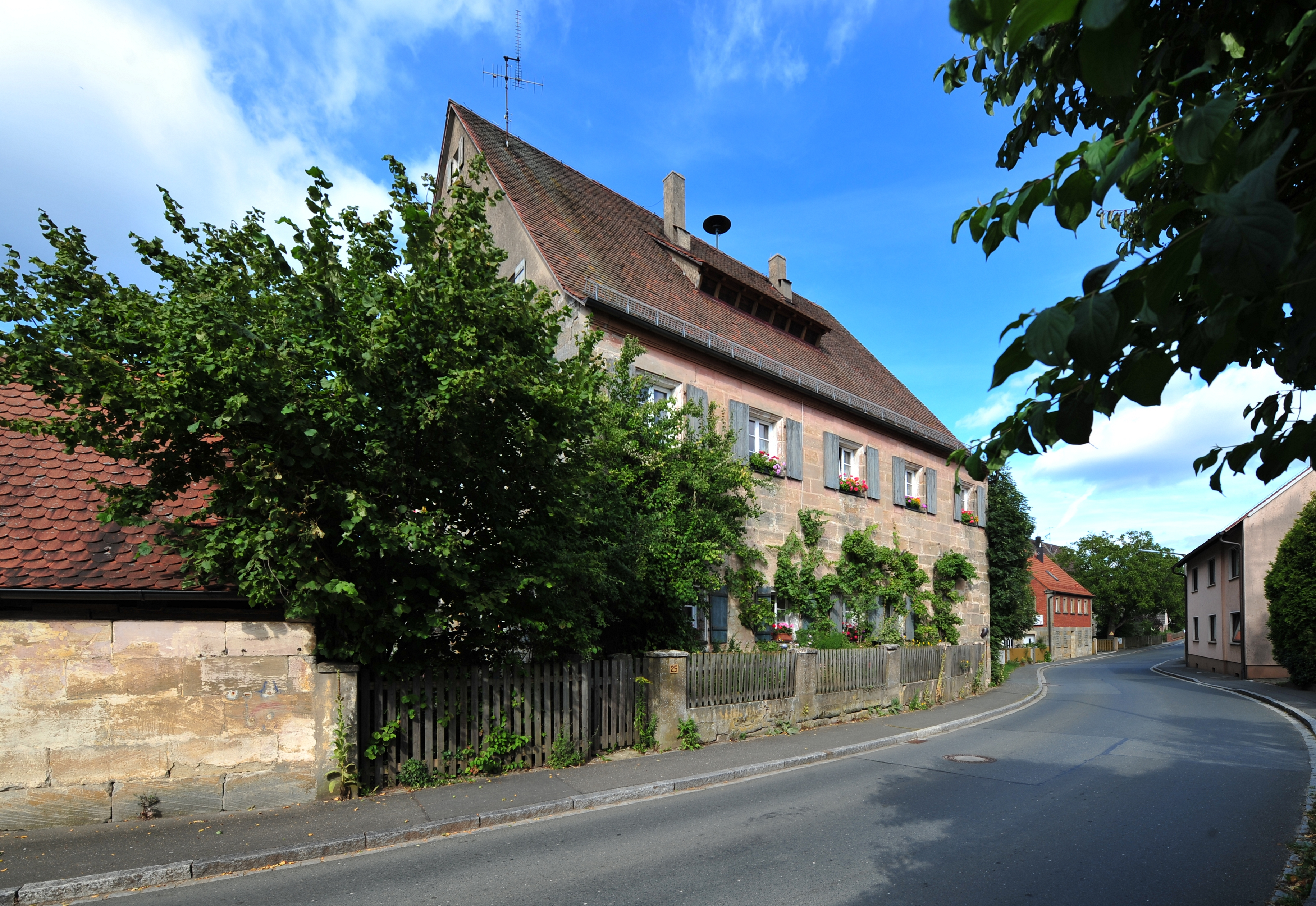
Herrensitz Kleingeschaidt
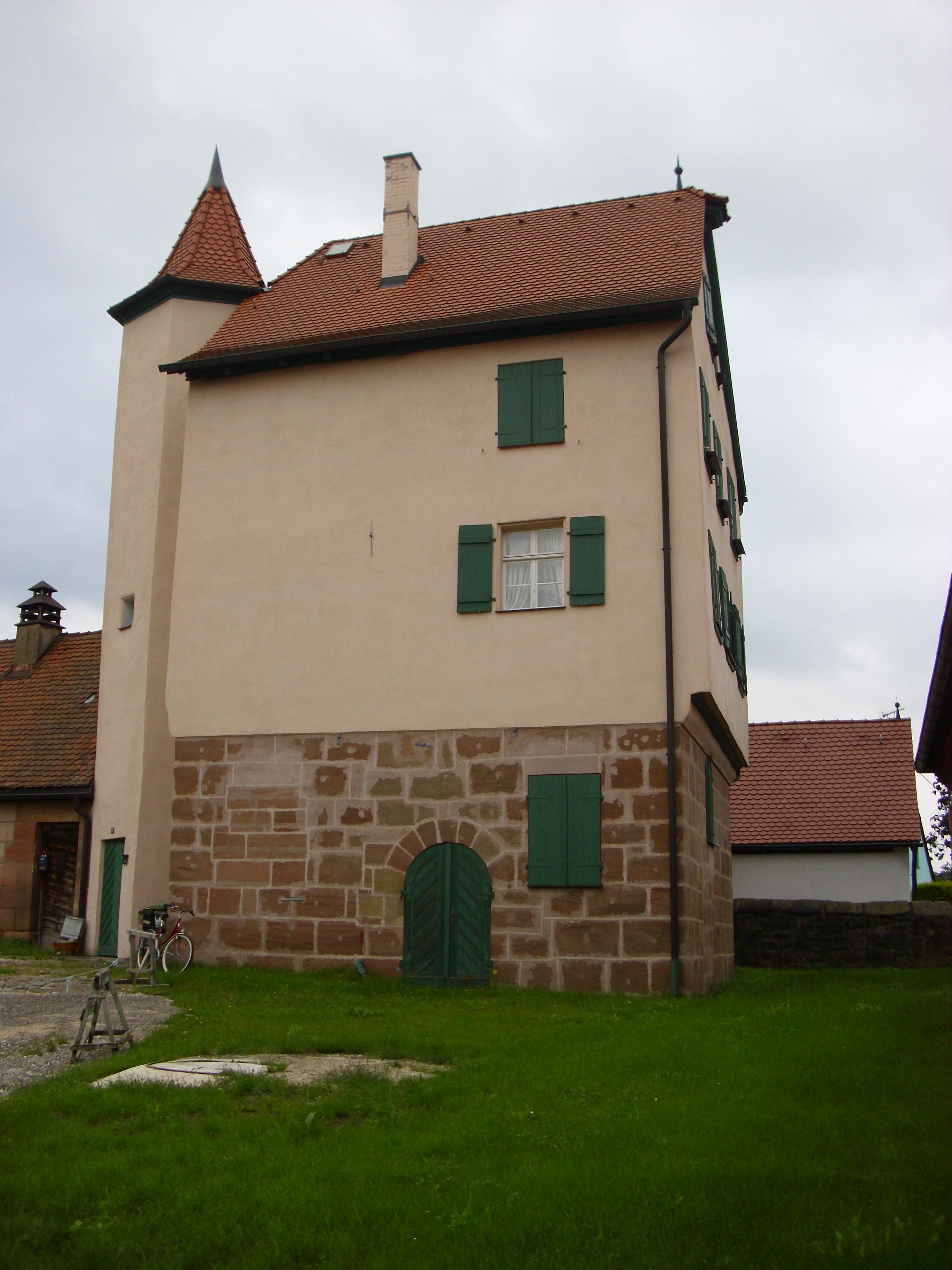
Alter Sitz Behringersdorf
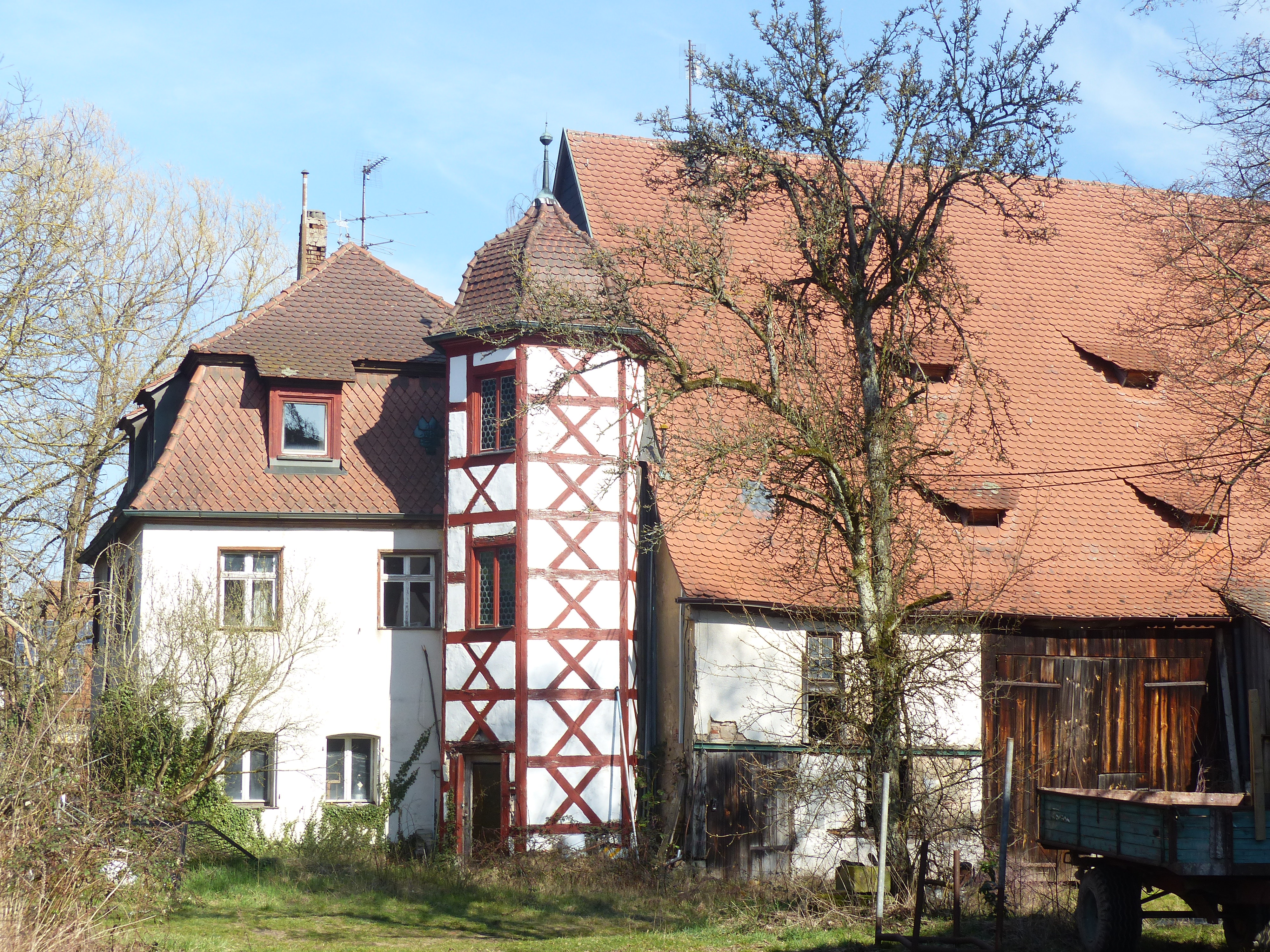
Herrensitz Heuchling
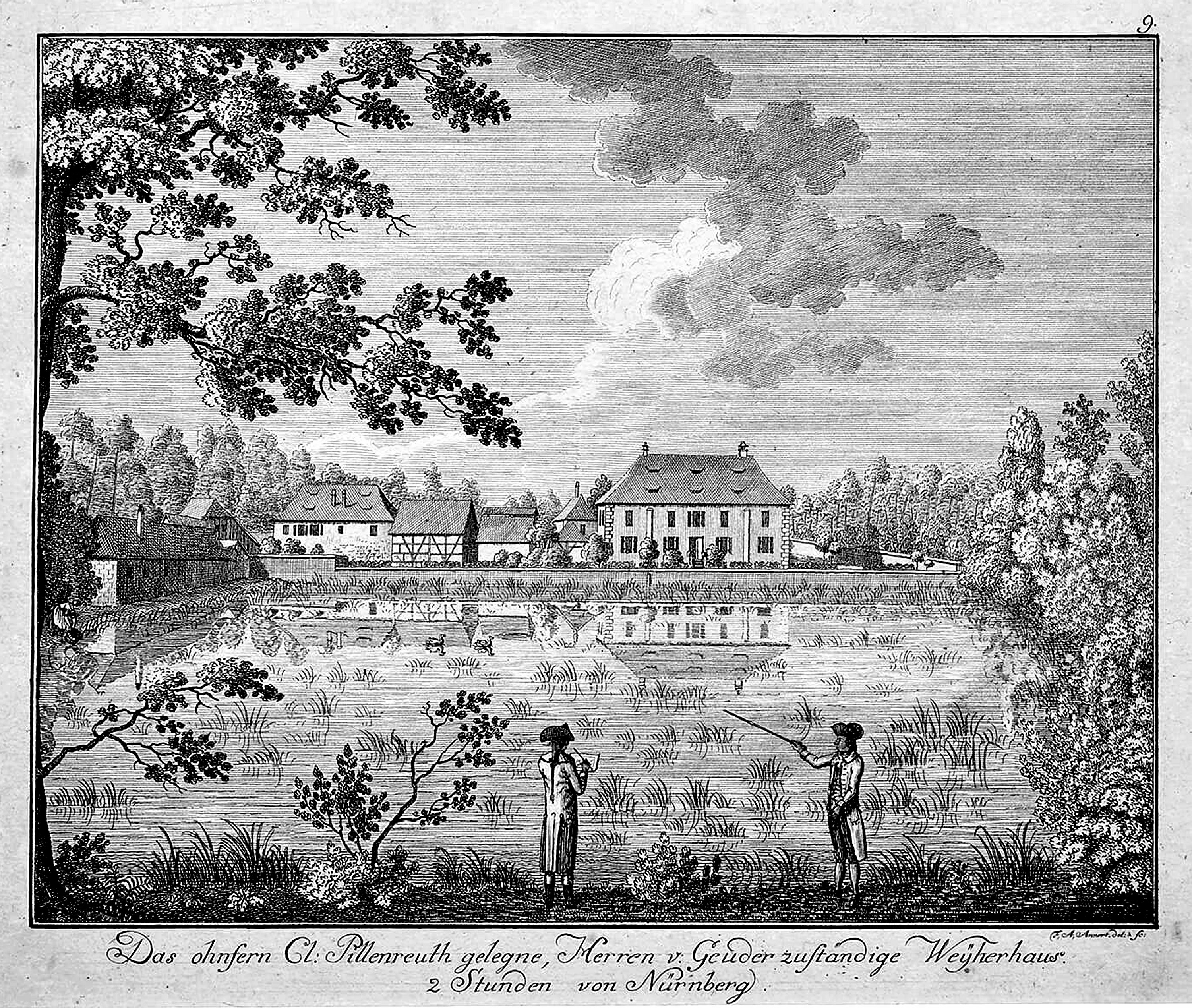
Herrensitz Weiherhaus

## Wappen
Blasonierung: In Blau ein gestürztes silbernes Dreieck, an jeder Spitze mit einem silbernen Stern besteckt.
Das Wappen der Geuder-Rabensteiner ist geviert mit dem Wappen der 1643 erloschenen Rabensteiner zu Döhlau.

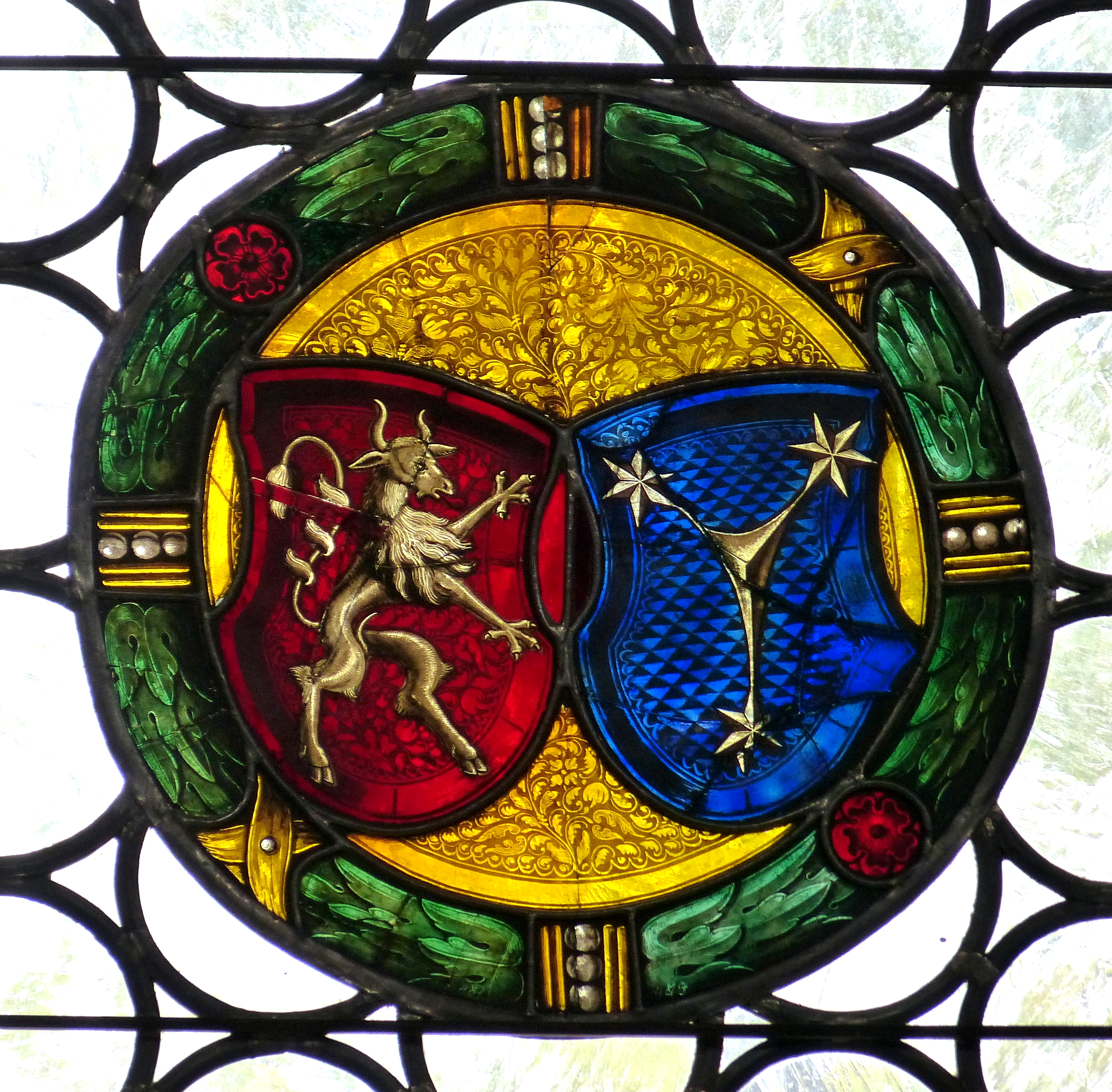
Wappenscheibe Scheurl – Geuder, Nürnberger Lorenzkirche
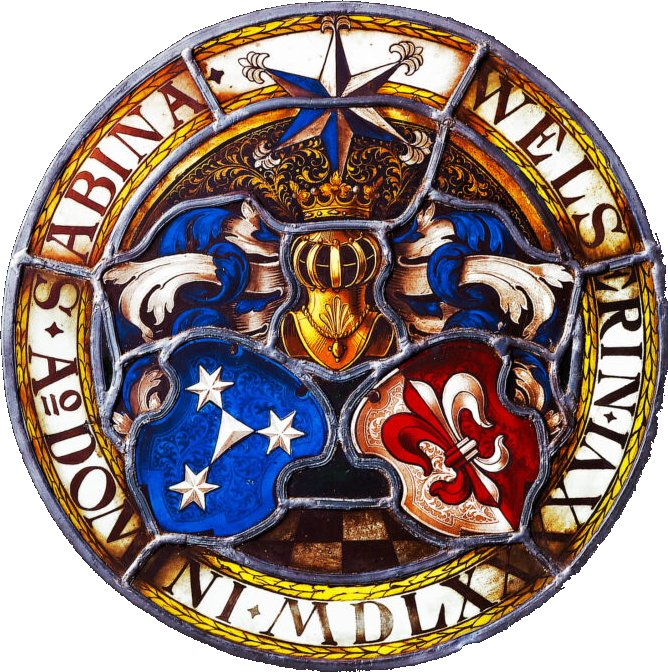
Wappenscheibe Geuder – Welser
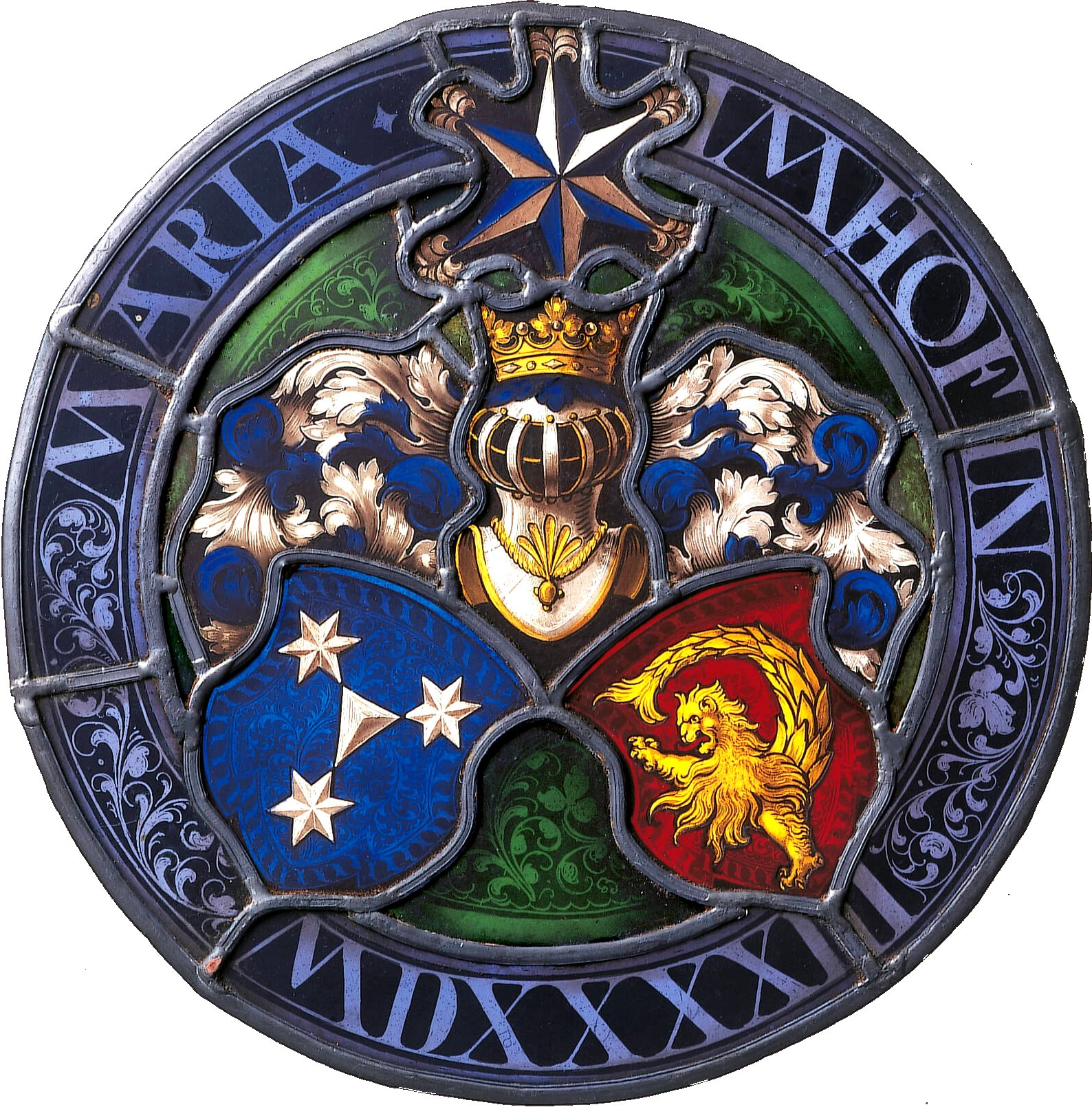
Wappenscheibe Geuder – Imhof
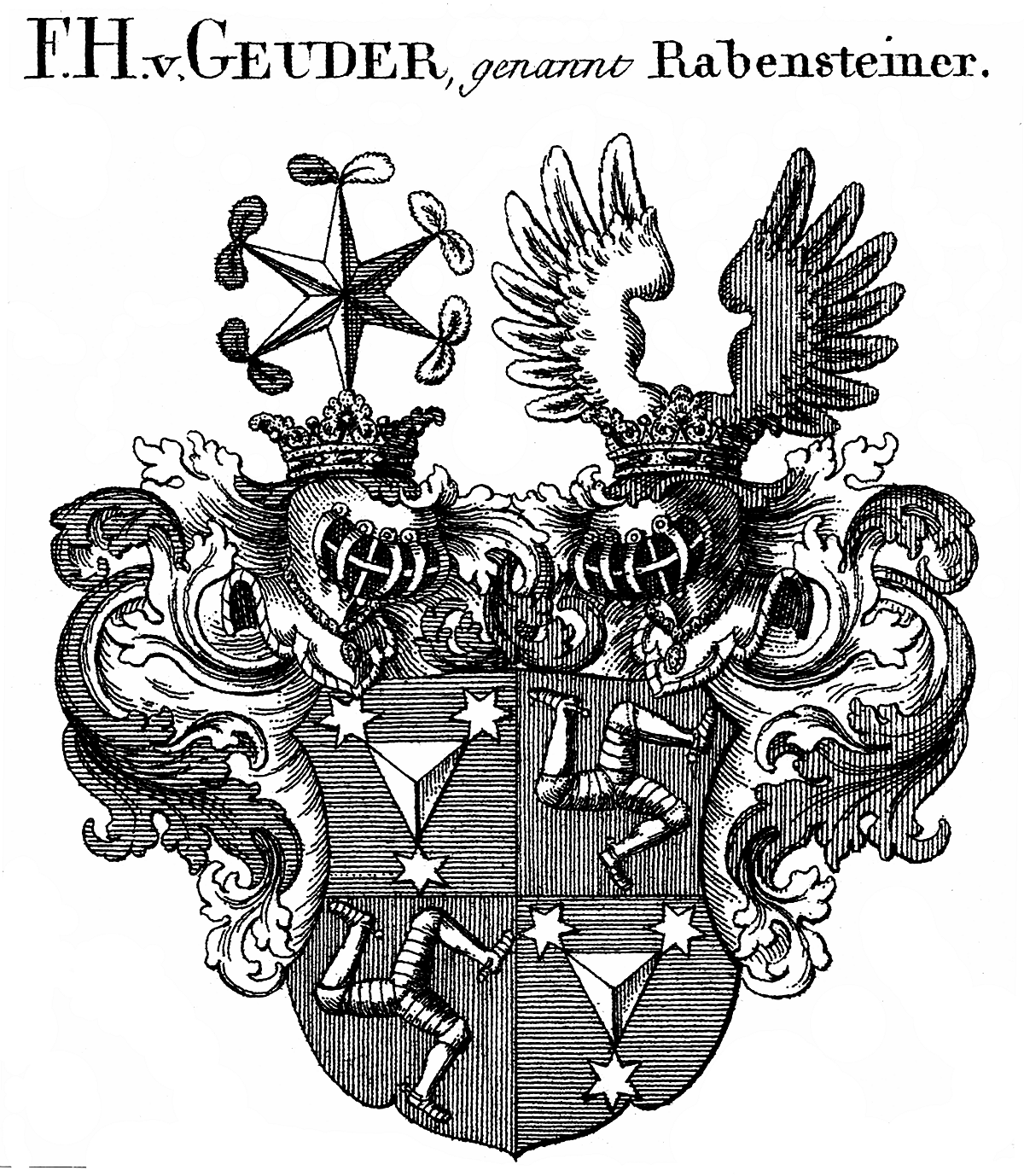
Wappen Freiherren von Geuder gen. Rabensteiner
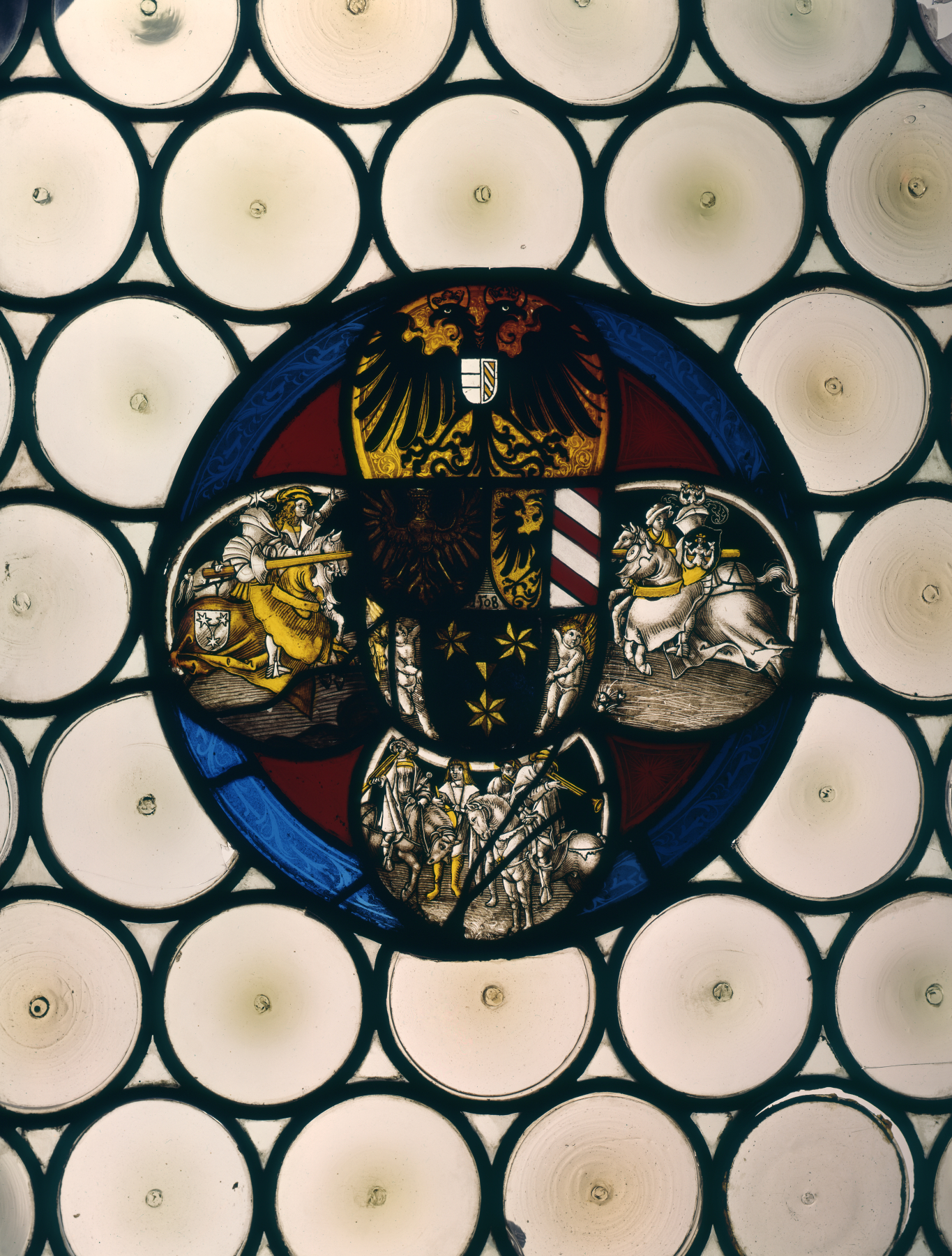
Wappenscheibe mit Turnierszenen, heute im Walters Art Museum
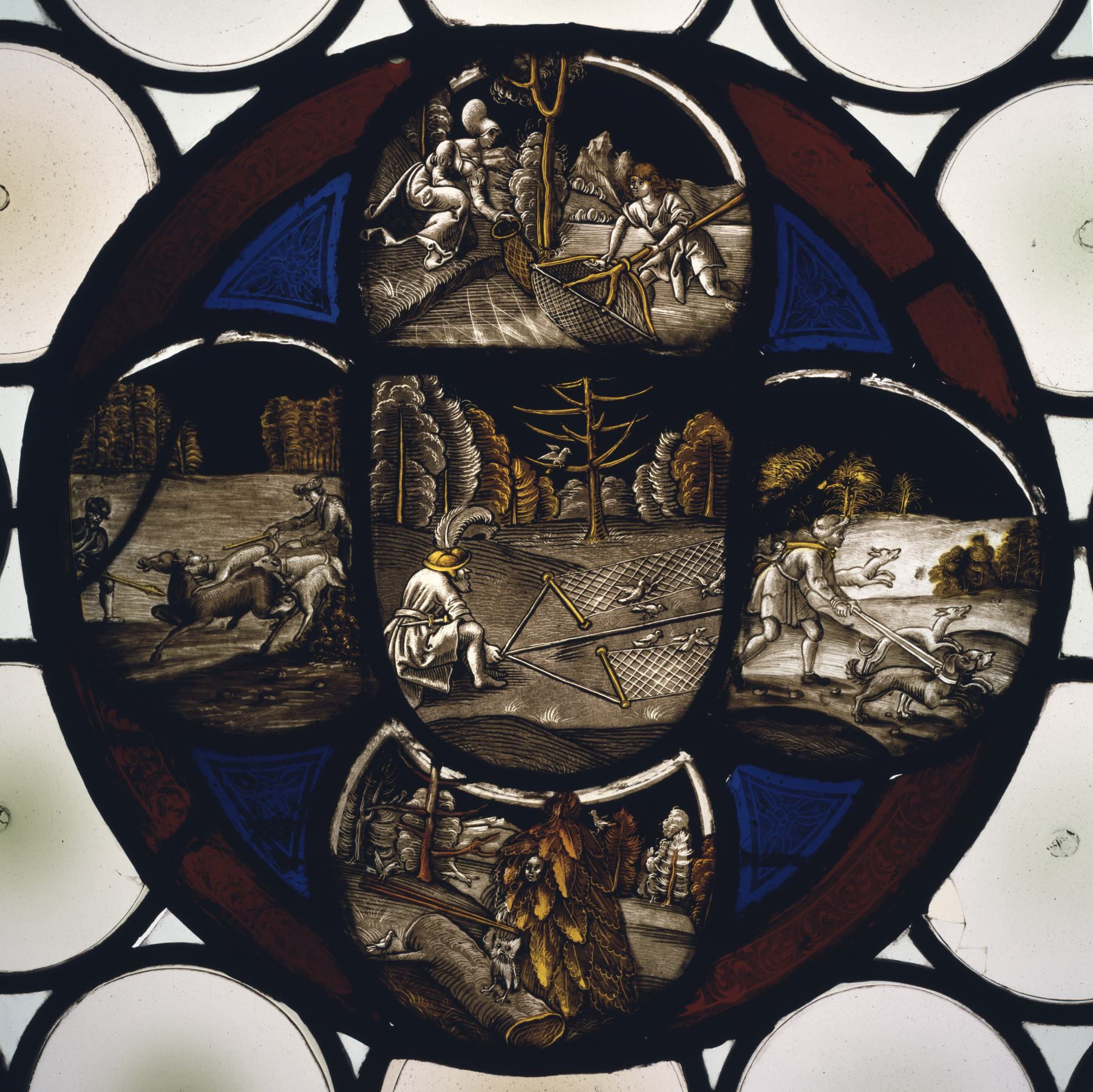
Von Martin III. um 1518 beauftragte Scheibe mit Jagdszenen von Veit Hirschvogel, heute im Walters Art Museum
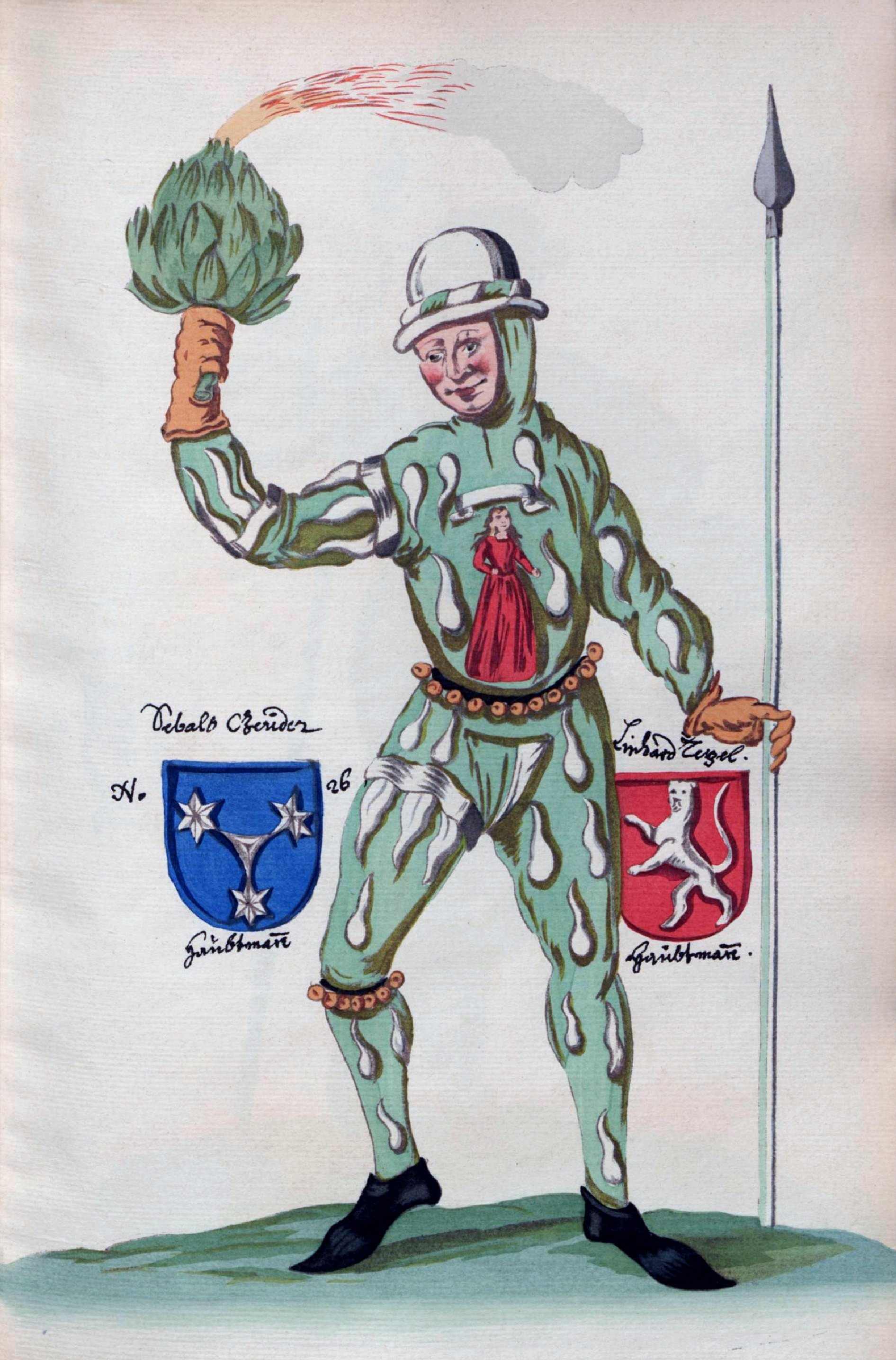
Schembartläufer mit Wappen der Stadthauptmänner Sebald Geuder und Leonhard Tetzel (um 1600)

## Bekannte Familienmitglieder

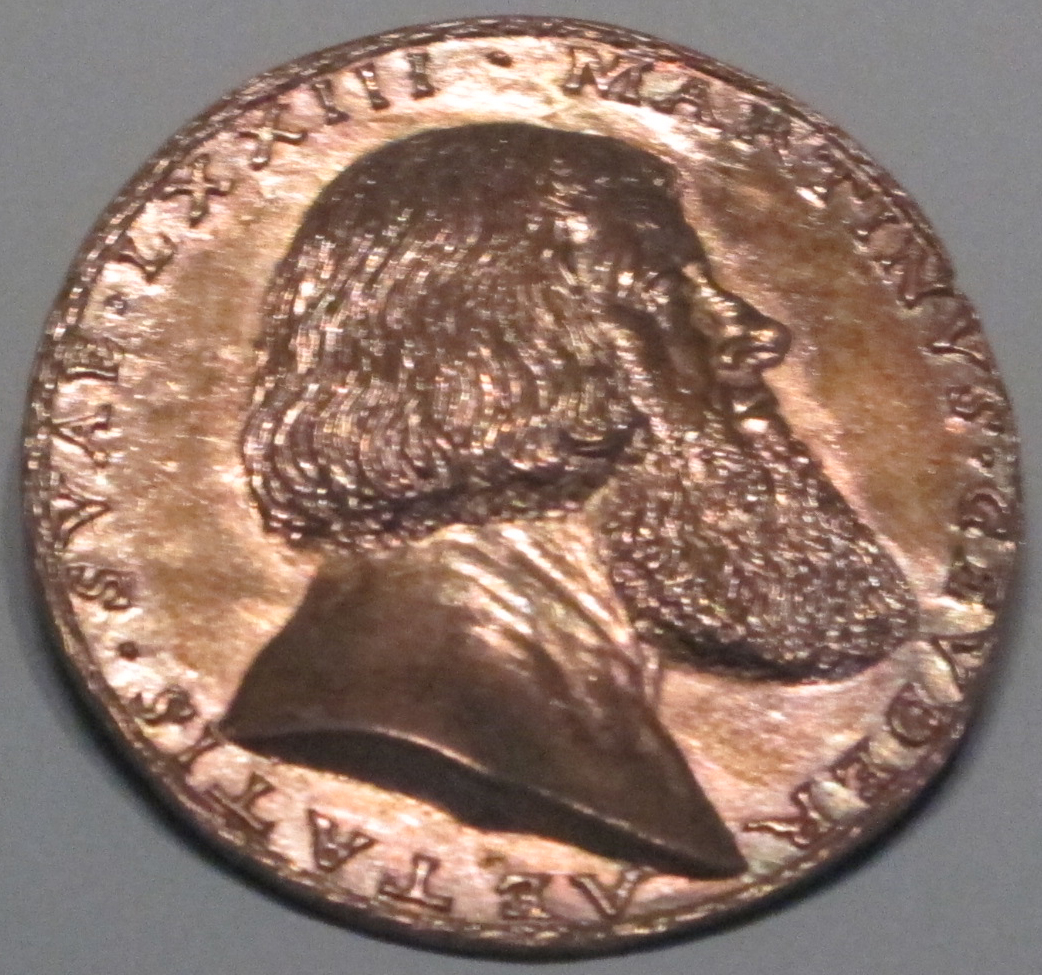
Martin III. Geuder (1455–1532), Ratsherr, Losunger und Reichsschultheiß (Medaille von Matthes Gebel, 1528)

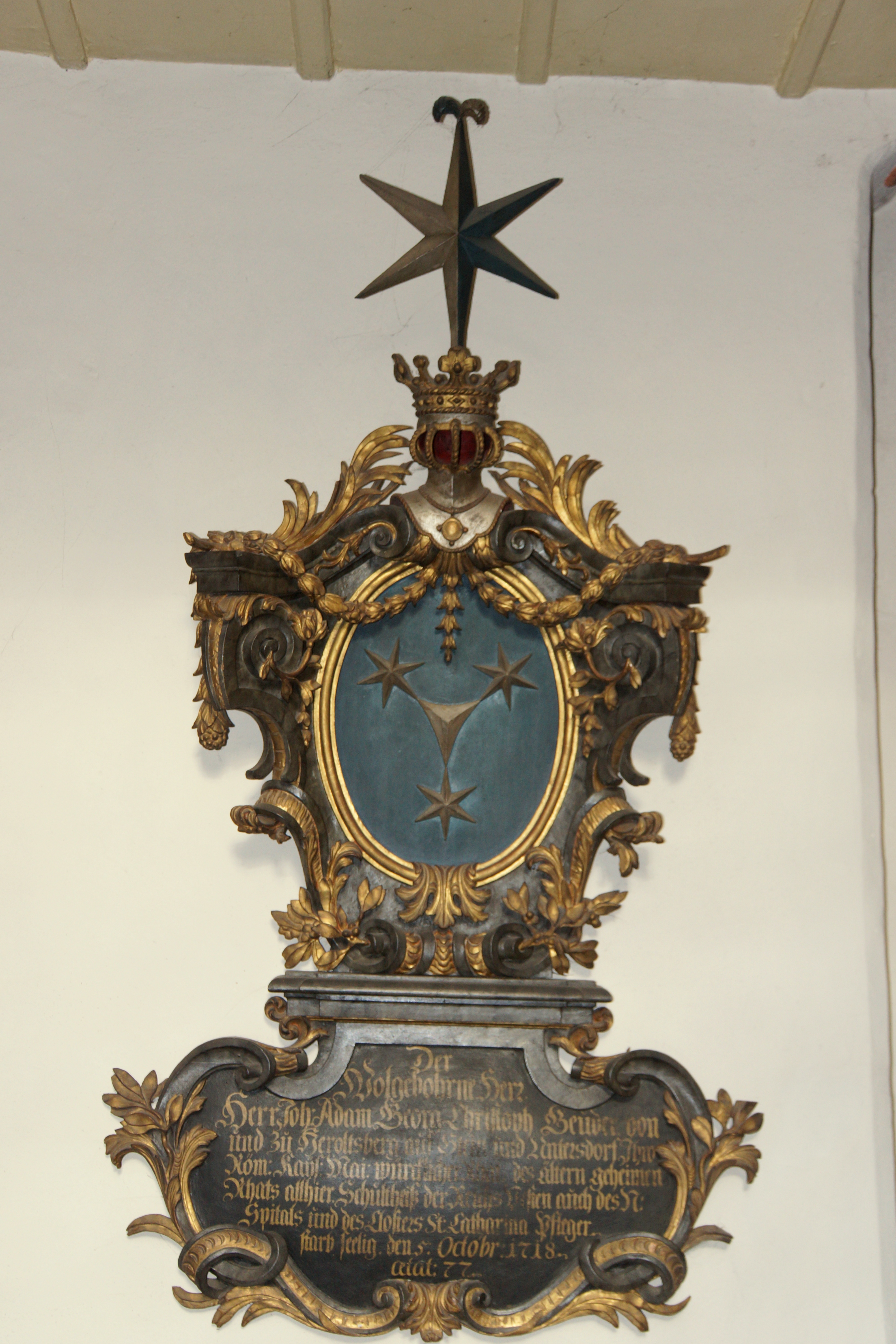
Epitaph für Johann Adam Geuder († 1718) in der Kirche des Johannisfriedhofs

- Heinrich Geuder († 1389), Patrizier und Ratsherr, Reichsschultheiß von Nürnberg von 1366 bis 1385
- Endres Geuder (1431–1496), Ratsherr, Unterhändler Nürnbergs bei wichtigen politischen Anlässen. Kaiserlicher Beauftragter bei der Wiederherstellung der Ordnung, in der zerrütteten Reichsstadt Weißenburg.
- Martin Geuder III. (1455–1532), Patrizier, Reichsschultheiß von Nürnberg, Ratsherr, Losunger, ab 1518 Pfleger aller Männerklöster in Nürnberg, ab 1524 Pfleger der beiden Nürnberger Pfarrkirchen, Bauherr des Roten Schlosses in Heroldsberg (1489), Freund Albrecht Dürers.
- Jakob Geuder (1575–1616), gab 1612 das Nürnberger Bürgerrecht auf und versuchte im Heroldsberger Gebiet den Calvinismus einzuführen. Infolgedessen entwickelte sich ein Streit mit der Stadt Nürnberg, der schließlich zu einer militärischen Auseinandersetzung führte. Er veröffentlichte lateinische Übersetzungen italienischer Schriften zur Türkenfrage, die 1601, zusammen mit anderen Texten, darunter Giosafat Barbaros persischen Berichten, in Pietro Bizzarris ‘’ Rerum Persicarum Historia’’ in Frankfurt erschienen.
- Johann Philipp Geuder von Heroldsberg genannt Rabensteiner zu Heroldsberg und Stein (1597–1650), hoher Beamter bei der Reichsritterschaft und bei den Grafen Löwenstein-Wertheim, Rittmeister in schwedischen Diensten,  Rat in Anhalt und Brandenburg. Direktor der gesamten Reichsritterschaft in Franken, Schwaben und am Rhein. Begründer der sogenannten Geuder-Rabensteiner Linie.
- Johann Adam Georg Christoph Geuder von Heroldsberg (1641–1718), Reichsschultheiß von Nürnberg, kaiserlicher Rat
- Carl Benedikt Geuder von Heroldsberg (1670–1744), Ratsherr, Losunger und Reichsschultheiß, Ritter de L'Ordre de la Générosité, Verwahrer der Reichskleinodien. Er erwarb das Rote Schloss in Heroldsberg von den Pfinzing zurück.
- Johann Georg von Geuder genannt Rabensteiner (1677–1747), preußischer Hofbeamter und Johanniter-Ordenskanzler.
- Johann Adam Rudolph Carl Geuder von Heroldsberg (1718–1789), wirklicher Kaiserlicher Rat, Kronhüter und Verwahrer der Reichskleinodien, Ritterrat bei der freien Ritterschaft Franken, Geheimrat von Nürnberg, zweiter Losunger, Oberpfleger der Klöster St. Clara und Pillenreuth und Kurator der Universität Altdorf.
- Adolph Freiherr von Geuder von Heroldsberg (1827–1906), Er studierte Jura und Philosophie und war als Heidelberger Student in die 1848er-Vorgänge verwickelt. Er wanderte in die USA aus, kehrte aber später zurück. Nachkommen von ihm leben noch in den USA. Er ist Stifter des Friedhofareals und der Aussegnungshalle der Gemeinde Heroldsberg.

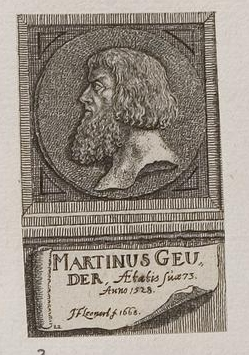
Martin III. Geuder (1455–1532), Ratsherr, Losunger und Reichsschultheiß
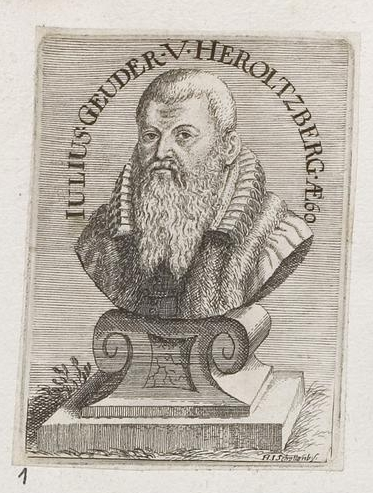
Julius Geuder von Heroldsberg (Kirchenpfleger in Nürnberg um 1590–1594)
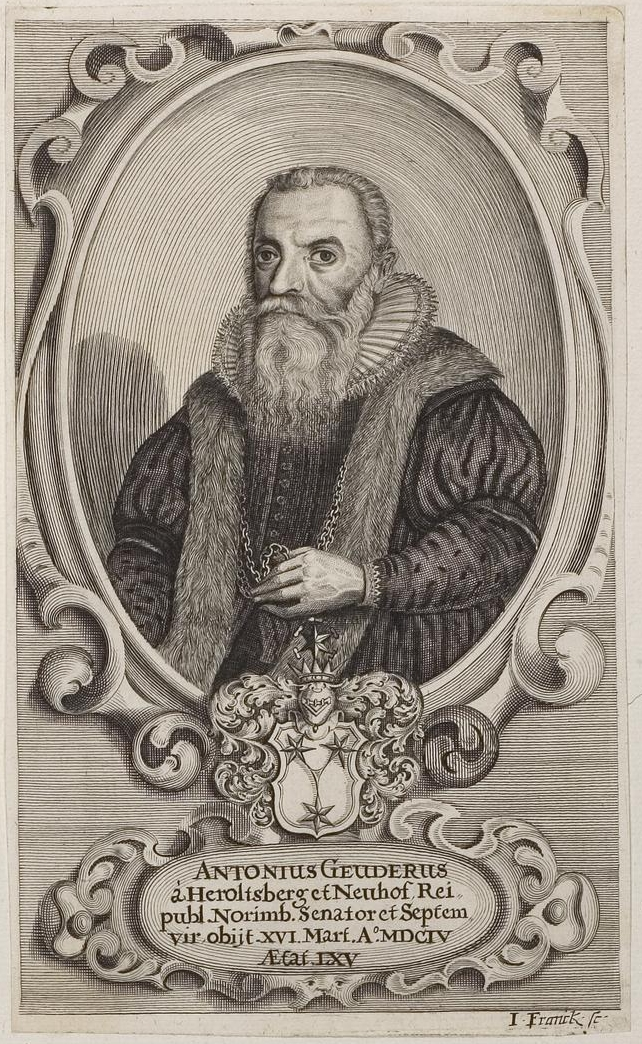
Anton Geuder von und zum Heroltzberg († 1604), Ratsherr
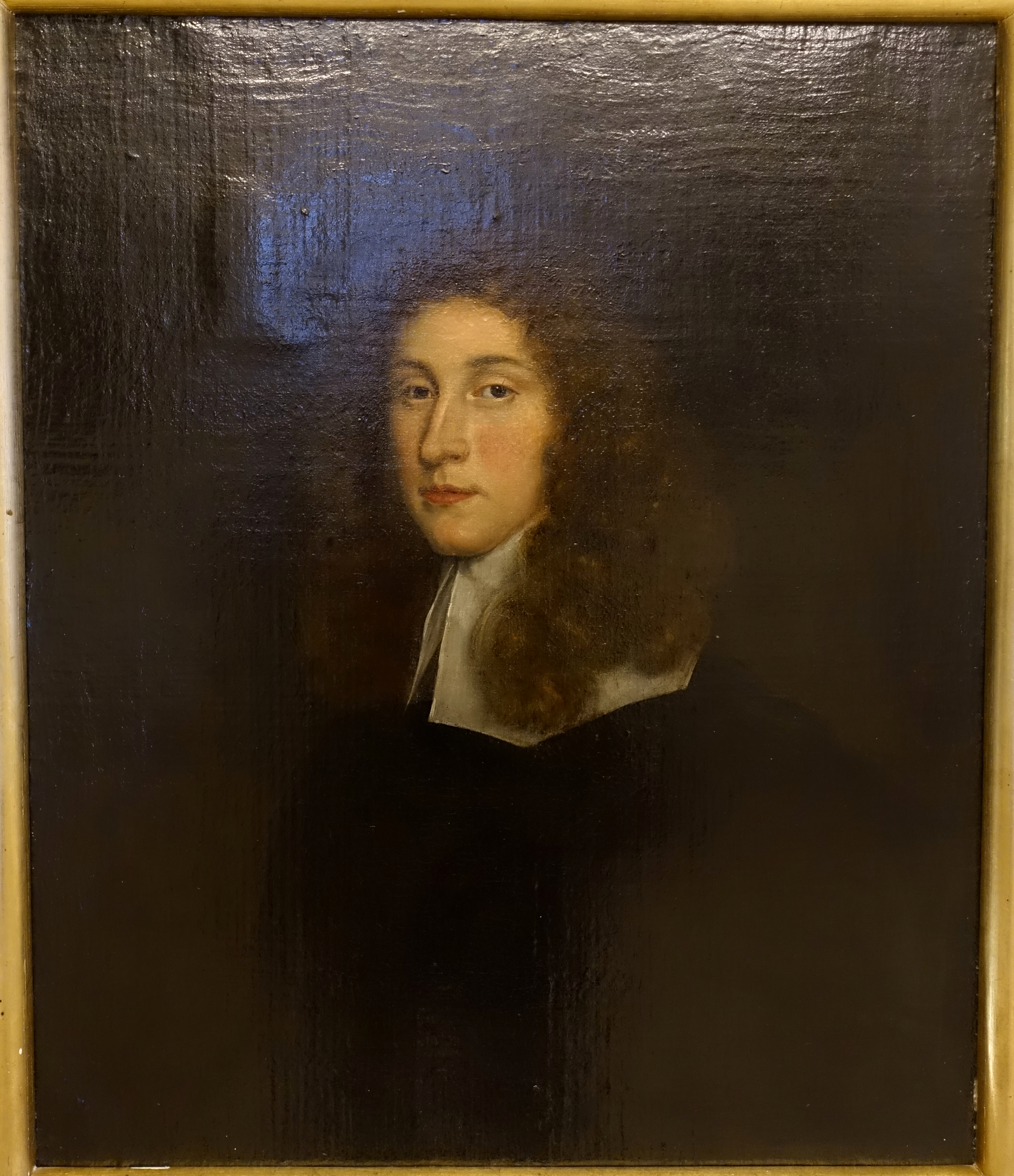
Johann Philipp Geuder-Rabensteiner (1597–1650), Direktor der Reichsritterschaft in Franken, Schwaben und am Rhein, Begründer der Geuder-Rabensteiner Linie, gemalt von Justus Sustermans, ca. 1620
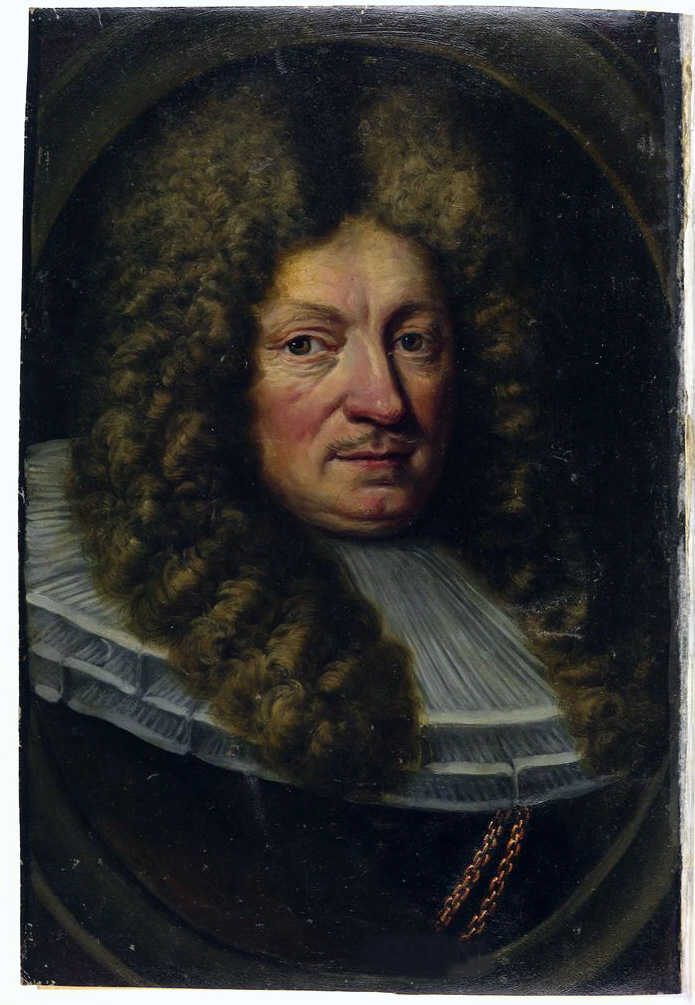
Johann Adam Geudern von und auf Heroldsberg und Stein, Pfleger der Landauerschen Zwölfbrüderstiftung (1694)
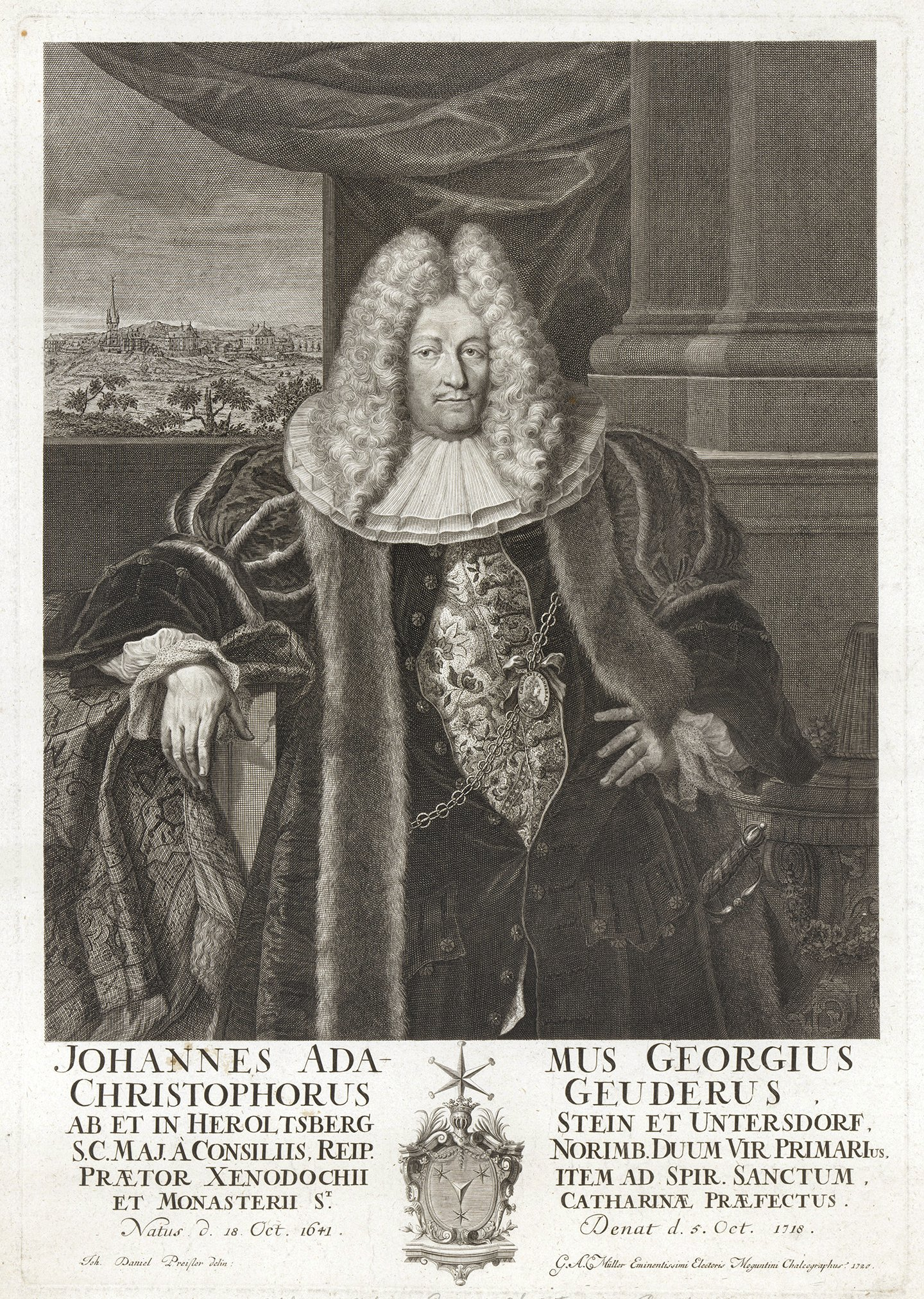
Johann Adam Georg Christoph Geuder von Heroldsberg (1720)
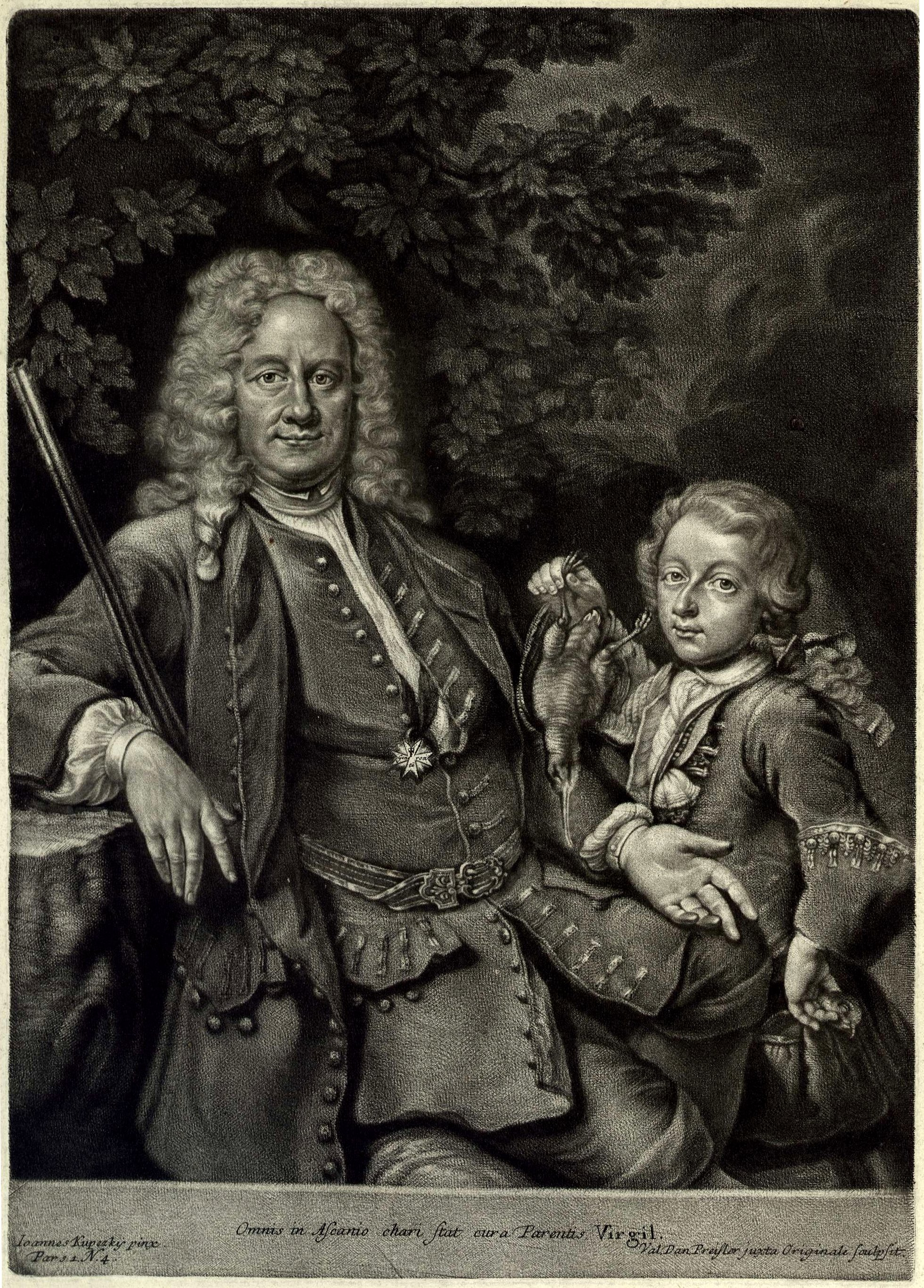
Carl Benedikt Geuder von Heroldsberg (1670–1744), kaiserl. Rat, Kronhüter und Verwahrer der Reichskleinodien, mit Sohn Johann Adam Rudolph Carl (1718–1789)